# Мирела Тенков
Мирела Тенков (Куцура, 12. март 1990) српска је фудбалерка, која игра у зони напада. Фудбалску каријеру је започела у ЖФК Спартак у Суботици, када је дебитовала у Лиги шампиона у августу 2011. године. Месец дана касније је дебитовала за репрезентацију Србије у мечу против Енглеске.
Тренутно игра и капитенка је ЖФК Црвена звезда у Суперлиги Србије. На отварању Суперлиге Србије 2019. године, у утакмици против ЖФК Војводина, као двоструки стрелац је проглашена за играчицу утакмице.
Позната је по изузетној прецизности, карактеристичној тврђој игри и учесталих грубих кршења клупске дисциплине. Због тога је, између осталог, Мирела Тенков у више наврата дисциплински кажњавана и након тога суспендована из ЖФК Спартака.
Као селекторка, Мирела Тенков је позната по изненађујућим комбинацијама својих играчица.

## Биографија
Мирела Тенков је рођена 12. марта 1990. године у Куцури. Још док је ишла у основну школу, била је победница кросева и спортских такмичења и будући да је имала подршку родитеља, заједно са својом сестром близнакињом је почела да тренира рукомет. Играле су за „Синтелон” из Бачке Паланке. Будући да је рекреативно играла фудбал, на једном турниру је игром случаја, добила понуду да игра за ЖФК „Спартак” из Суботице, а већ након два месеца позив да игра у репрезентацији. Од 2008. године игра за ЖФК „Спартак”, који из године у годину, осваја Суперлигу Србије.
После „Спартака”, две године је играла и за „Напредaк” из Крушевца, али услед лоше организације клуба, напустила је тај клуб. Након тога, одлучила је да прихвати позив из ЖФК Црвена звезда.